# François Gracchus Cabrol
Pour les articles homonymes, voir Cabrol.
 François Gracchus Cabrol, né à Rodez le 17 février 1793 et mort à Paris le 6 juin 1882, est un militaire, industriel et homme politique, député de l'Aveyron.

## Filiation
Il était le fils d'un marchand drapier de Rodez, qui avait été accusateur public sous la Révolution ce qui lui avait valu le surnom de "Coupo-Cuol".

## Le militaire
Entré à Polytechnique en 1810, il en sort dans l'artillerie. En 1813 et 1814, il fait campagne au corps de Davout et, promu capitaine le 9 décembre 1813, se distingue au combat de Wilhelmsburg (17 février 1814). Rentré dans ses foyers après la première abdication, il reprend du service pendant les Cent-Jours et est mis en non-activité après le retour des Bourbons. Rappelé le 20 mars 1816, il fait encore la campagne d'Espagne de 1823 à l'état-major général puis quitte l'armée.

## L'industriel
Il va étudier la sidérurgie en Angleterre, entre comme conseil dans la Société des mines de houille de La Salle et de Firmy, créée par le duc Decazes en 1826, puis prend la direction générale de l'affaire. Il fait construire les hauts fourneaux et les cokeries de La Forézie en 1829 puis les forges qui prennent le nom de Decazeville. À la suite de divergences de vues avec les actionnaires, il quitte la direction de 1833 à 1839, la reprend et crée à Decazeville un des plus puissants groupes industriels de l'époque, construisant des logements pour 3 000 ouvriers, un hôpital, une église, des écoles, des voies ferrées, des routes, des ponts, pour amener aux hauts fourneaux le minerai de Mondalazac.
Il est l'inventeur d'un système de préchauffage de l'air de combustion soufflé dans le haut fourneau. Son système, breveté, utilise la combustion de la houille pour chauffer l'air et l'enrichir en gaz réducteur (monoxyde de carbone). Il limite ainsi la consommation de charbon de bois et améliore la marche du haut fourneau en limitant les problèmes amenés par l'utilisation de houille.

## L'homme politique
Il est élu maire de Decazeville en 1844 et constamment réélu jusqu'à sa défaite de 1863. Conseiller général du canton d'Aubin de 1848 à 1852,  il est élu député de l'Aveyron le 14 août 1846 après une campagne énergique contre Michel Chevalier dont il combat les théories sociales et le libre échange et, à la Chambre, ne s'occupe que de questions industrielles.

## Sources
- « François Gracchus Cabrol », dans Adolphe Robert et Gaston Cougny, Dictionnaire des parlementaires français, Edgar Bourloton, 1889-1891 [détail de l’édition]